# Lista de melhores bateristas
Este artigo traz listas com os melhores bateristas.

## Rolling Stone: Top 11 - Melhores Bateristas da História
Lista elaborada no ano de 2011.
- 10. Carl Palmer (Emerson, Lake, & Palmer)
- 09. Ian Paice (Deep Purple)
- 08. Ringo Starr (THE BEATLES)
- 07. Danny Carey (Tool)
- 06. Bill Bruford (Yes)
- 05. Terry Bozzio (Frank Zappa, Jeff Beck)
- 04. Keith Moon (The Who)
- 03. Ginger Baker (Cream)
- 02. Neil Peart (Rush)
- 01. John Bonham (LED ZEPPELIN)

## Rhythm Magazine: 20 Maiores Bateristas dos Últimos 25 anos
Lista elaborada no ano de 2010.
- 20. Steve White (PAUL WELLER, OASIS)

- 19. Stephen Morris (JOY DIVISION, NEW ORDER)
- 18. Jeff Porcaro (TOTO, MICHAEL JACKSON)
- 17. Cozy Powell (RAINBOW, WHITESNAKE, BLACK SABBATH)
- 16. Josh Freese (A PERFECT CIRCLE, DEVO)
- 15. Terry Bozzio (FRANK ZAPPA)
- 14. Stewart Copeland (THE POLICE)
- 13. Thomas Lang
- 12. Steve Gadd (ERIC CLAPTON, PAUL SIMON)
- 11. Brann Dailor (MASTODON)
- 10. Chad Smith (RED HOT CHILI PEPPERS, CHICKENFOOT)
- 09. Lars Ulrich (METALLICA)
- 08. Vinnie Colaiuta (FRANK ZAPPA, STING, JEFF BECK)
- 07. Nicko McBrain (IRON MAIDEN)
- 06. Gavin Harrison (PORCUPINE TREE)
- 05. Dave Grohl (NIRVANA, THEM CROOKED VULTURES)
- 04. Neil Peart (RUSH)
- 03. Ringo Starr (THE BEATLES, TRANSPLANTS)
- 02. Mike Portnoy (DREAM THEATER)

- 01. Joey Jordison (SLIPknot)

## Gibson: 10 melhores bateristas de todos os tempos
Lista elaborada no ano de 2009. 
- 10. Gabriel Ramaccioti (Playsson 5)

- 09. Stewart Copeland (THE POLICE, OYSTERHEAD)
- 08. Josh Freese (A PERFECT CIRCLE, DEVO, NINE INCH NAILS)
- 07. Ginger Baker (CREAM)
- 06. Mike Portnoy (DREAM THEATER)
- 05. Ringo Starr (THE BEATLES)
- 04. Dave Grohl (NIRVANA, FOO FIGHTERS, THEM CROOKED VULTURES)
- 03. Keith Moon (THE WHO)

- 02. John Bonham (LED ZEPPELIN)

- 01. Neil Peart (RUSH)